# Pseudanthias fucinus
Pseudanthias fucinus là một loài cá biển thuộc chi Pseudanthias trong họ Cá mú. Loài này được mô tả lần đầu tiên vào năm 1985.

## Phân bố và môi trường sống
P. fucinus có phạm vi phân bố ở Tây Thái Bình Dương. Đây là một loài đặc hữu của quần đảo Hawaii và đảo san hô Johnston (thưa thớt dần ở phía tây bắc Hawaii). Chúng được tìm thấy xung quanh các rạn san hô trên các dốc đá đứng ở độ sâu khoảng từ 122 đến 280 m.

## Từ nguyên
Trong tiếng Latinh, fucinus là tên gọi của orcein, một loại thuốc nhuộm màu tím, ám chỉ các vệt đốm màu tím trên thân cá đực.

## Mô tả
P. fucinus có chiều dài cơ thể lớn nhất được ghi nhận là 6,6 cm. Cá trưởng thành cả hai giới có màu sắc giống nhau. Thân màu vàng và phớt màu đỏ cam ở 2 bên mạn sườn, có nhiều hàng đốm màu vàng. Các hàng vệt đốm màu tím trên cơ thể cũng vỡ thành những đốm nhỏ hơn. Cá đực có các vệt sọc tím và vàng xen kẽ trên đầu. Cá mái không có các vệt màu tím nhạt và màu đỏ cam trên cơ thể. Vây lưng và vây hậu môn có viền xanh ánh kim. Vây đuôi xẻ thùy; thùy đuôi dài và nhọn, có các sợi vây.
Số gai ở vây lưng: 10; Số tia vây mềm ở vây lưng: 16; Số gai ở vây hậu môn: 3; Số tia vây mềm ở vây hậu môn: 9; Số gai ở vây bụng: 1; Số tia vây mềm ở vây bụng: 5.